# Manurewa AFC
Manurewa AFC – nowozelandzki klub piłkarski z siedzibą w Manukau. Klub powstał w wyniku połączenia zespołów Tramways i Manurewa w 1929 roku.

## Osiągnięcia
- Mistrzostwo Nowej Zelandii (1): 1983;
- Zdobywca Chatham Cup (3)[a]: 1929, 1931, 1978 i 1984;
- Zdobywca Challenge Trophy (2): 1978 i 1984[1].